# إيفانز إيفانز
إيفانز إيفانز (بالإنجليزية: Evans Evans) هي ممثلة أمريكية، ولدت في 26 نوفمبر 1936 ببلوفيلد في الولايات المتحدة.

## وصلات خارجية
- إيفانز إيفانز على موقع IMDb (الإنجليزية)
- إيفانز إيفانز على موقع قاعدة بيانات برودواي على الإنترنت (الإنجليزية)
- إيفانز إيفانز على موقع قاعدة بيانات الأفلام السويدية (السويدية)
- إيفانز إيفانز على موقع قاعدة بيانات الفيلم (الإنجليزية)